# Georges Mendel
Ne doit pas être confondu avec Georges Mandel ou Charles Mendel.
Simon Georges Mendel (Paris, 21 novembre 1863 - Le Raincy, 5 janvier 1937) est un des premiers inventeurs du cinéma parlant. 

## Parcours
Au début des années 1900, il invente le phono-cinématographe, nommé « phono-cinéthéâtre » par son inventeur car il synchronise le cinématographe et le gramophone. Les deux instruments combinés reproduisent avec précision, l'un la voix, les bruits quels qu'ils soient ; l'autre les mouvements, les gestes. La précision est telle que les personnes reflétées sur l'écran parlent, chantent, pleurent avec une très grande intensité de vie et de vérité.